# Xã Georges, Quận Fayette, Pennsylvania
Xã Georges (tiếng Anh: Georges Township) là một xã thuộc quận Fayette, tiểu bang Pennsylvania, Hoa Kỳ. Năm 2010, dân số của xã này là 6.612 người.